# Ptacznik (góry)

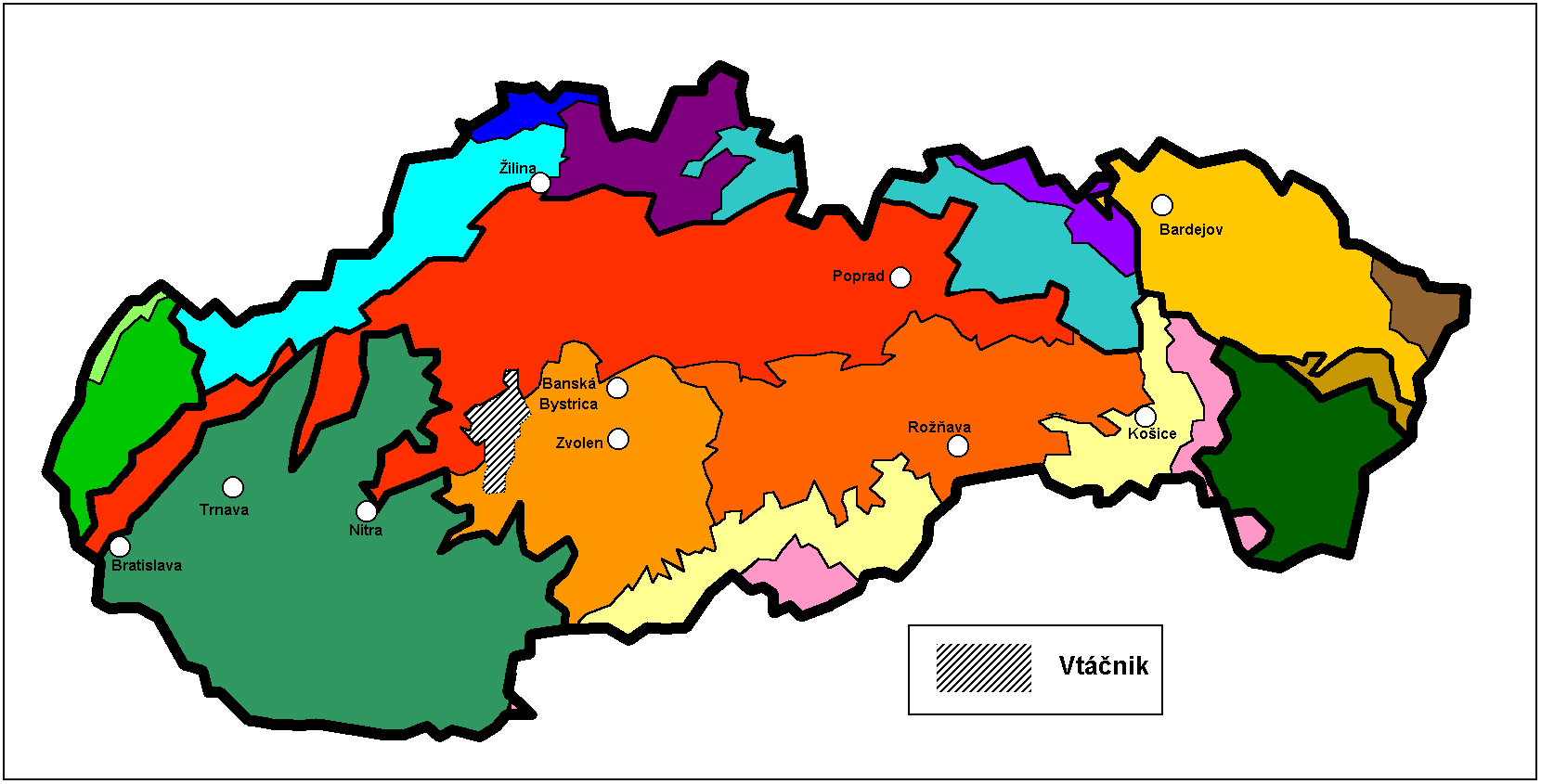
Położenie na mapie Słowacji

Ptacznik (514.82; słow. Vtáčnik) – pasmo górskie w środkowej Słowacji, część Łańcucha Wielkofatrzańskiego w Centralnych Karpatach Zachodnich.
Pasmo Ptacznika rozciąga się z południowego zachodu na północny wschód między dolinami Hronu i Nitry. Na zachodzie, północy i północnym wschodzie graniczy z Kotliną Górnonitrzańską, za którą leżą sąsiednie pasma: Żar i Góry Strażowskie. Na wschodzie Ptacznik graniczy z Kotliną Żarską, za którą leżą Góry Kremnickie i Góry Szczawnickie. Na południu Ptacznik przechodzi w pasma Trybecza i Hrońskiego Inowca, między którymi leży dolina górnej Žitavy.
Góry Ptacznik są pochodzenia wulkanicznego; są zbudowane z andezytów i skał piroklastycznych. Jednolity niegdyś wulkaniczny grzbiet został w wyniku ruchów tektonicznych, erozji i denudacji pocięty na cztery części:
- Wysoki Ptacznik (Vysoký Vtáčnik),
- Niski Ptacznik (Nízky Vtáčnik),
- Bruzda Żupkowska (Župkovská brázda),
- Raj.

Góry obfitują w formy zwietrzelinowe (ściany skalne i wieże) oraz w formy powstałe w wyniku procesów peryglacjalnych (kotły skalne, stopnie skalne).
Najwyższy szczyt gór Ptacznik nosi nazwę Ptacznik (Vtáčnik) i ma wysokość 1346 m n.p.m.